# Tomorrow (Voulez vous un rendez vous)/Inch'Allah - ça va
Tomorrow (Voulez vous un rendez vous) è il terzo singolo del gruppo punk emiliano CCCP - Fedeli alla linea assieme alla cantante francese Amanda Lear, pubblicato nel 1988.

## Descrizione
Nel 1988 il gruppo punk emiliano dei CCCP - Fedeli alla linea coinvolge Amanda Lear nella realizzazione di un singolo contenente una versione punk rock del suo successo discografico del 1978 Tomorrow, intitolata Tomorrow (Voulez vous un rendez vous). Il singolo presenta sul lato B una cover del brano Inch'Allah - Ça va dei CCCP, originalmente contenuto nell'album del 1987 Socialismo e barbarie, cantata in francese da Amanda Lear assieme ai CCCP.
Il singolo viene pubblicato nel 1988, in formato 7" e 12" dalla Virgin Dischi, e ristampato il 15 aprile 2016 dalla Universal Music Group, ma sempre su etichetta Virgin Dischi e nel solo formato 7", in occasione del Record Store Day.
Il singolo ottiene un successo commerciale minore, attestandosi alla 40ª posizione della classifica italiana.
Il brano Tomorrow (Voulez vous un rendez vous), non incluso in nessun album né dei CCCP, né di Amanda Lear, appare invece nella raccolta dei primi, pubblicata in doppio CD nel 1994, Enjoy CCCP e in quella di Amanda Lear del 2002 DivinAmanda.
Nel 1988 i CCCP e Amanda Lear portano il brano in televisione, partecipando alla trasmissione televisiva Improvvisando '88, condotta da Marta Flavi e Massimo Catalano e dal duo Antonio & Marcello. Qui, cantano Tomorrow (Voulez vous un rendez vous) in playback sul palcoscenico in chiusura della trasmissione.

## Videoclip
Per promuovere il disco viene realizzato un videoclip che circola nelle televisioni musicali dell'epoca, Videomusic in particolare. Il videoclip consiste per la maggior parte di materiale di repertorio che ritrae il gruppo suonare dal vivo assieme ad Amanda Lear, con la versione registrata in studio della canzone.

## Tracce
1. Tomorrow (Voulez vous un rendez-vous) (testo: Amanda Lear – musica: Rainer Pietsch)
2. Inch'Allah - Ça va (CCCP - Fedeli alla linea)

## Crediti

### CCCP
- Giovanni Lindo Ferretti - voce
- Massimo Zamboni - chitarre
- Danilo Fatur - cori
- Annarella Giudici - cori
- Carlo Chiapparini - chitarra, cori
- Ignazio Orlando - basso, tastiera, Drum machine

### Featuring
- Amanda Lear - voce

### Produzione
- Mauro Pagani - produttore
- Roberto Rocchi - fotografo